# Georg Friedrich Böhringer
Georg Friedrich Böhringer, född 1812 i Maulbronn (Württemberg), död 1879 i Basel, var en tysk-schweizisk kyrkohistoriker.
Böhringer kom 1833 till Schweiz och var 1842–53 kyrkoherde i kantonen Zürich. Böhringers stora kyrkohistoria i biografier, Die Kirche Christi und ihre Zeugen (9 band, 1842–58), når fram till reformationens föregångare. Andra omarbetade upplagan (i 24 band, 1873–79) fullbordades av hans son Paul Böhringer. 